# 皮儿·马黑麻
皮儿·馬黑麻·伊本·贾汉吉尔（1376年—1407年），帖木儿长子贾汉吉尔的遗腹子，於1376年，父亲贾汉吉尔死去40天后出生。本人有酗酒習慣，根据1404年出使撒马尔罕的卡斯蒂利亚王国使者路易·冈萨雷斯·德·克拉维约的描述记载，他的肤色为黄褐色，不留胡须。
原本帖木儿指定长子为继承人，但是贾汉吉尔早逝，次子烏馬爾·沙黑也早早阵亡，三子米兰沙由于在战役中头部受伤所以患有精神疾病，幼子沙哈鲁过于仁厚。所以帖木儿又指定皮儿·马黑麻的兄长馬黑麻·蘇丹为继承人。但是马黑麻·苏丹于1403年暴死，故被帖木儿钦点为帖木儿帝国继承人。所以1404年远征中国前夕，在撒马尔罕的宴会上，皮儿·马黑麻作为帝国储君被介绍给与会者。

## 生平
1391年祖父帖木儿远征钦察草原时与叔父沙哈鲁留守国都撒马尔罕，但第二年开始的五年战役中，他也从军参加了，1397年底赴任阿富汗总督一职，其拥有地域的版图大约相当于如今阿富汗的东半部分。而后远征印度后至木尔坦。
1405年2月18日，帖木儿驾崩，临终遗言要求皮儿·马黑麻继位。此时他正在坎大哈驻守，获悉祖父遗命后立即向撒马尔罕进发。本年末，他从阿富汗向着巴尔赫进军，并寻求沙哈鲁的帮助。次年二月与堂弟哈利勒交战，即将获胜前夕由于部下异密的逃亡而溃败，退回巴尔赫。
1407年2月被手下的皮儿·阿里·塔兹暗杀。死后，其子海都留在了巴尔赫，后来被沙哈鲁救出并予以优待。
| 皮儿·马黑麻 帖木兒帝國 | 皮儿·马黑麻 帖木兒帝國       | 皮儿·马黑麻 帖木兒帝國       |
| 統治者頭銜             | 統治者頭銜                   | 統治者頭銜                   |
| ---------------------- | ---------------------------- | ---------------------------- |
| 前任者： 帖木兒        | 帖木兒帝國蘇丹 1405年—1407年 | 繼任者： 哈利勒蘇丹 及沙哈魯 |